# Catherine Siachoque
Maria Alexandra Catherine Siachoque (n. 21 ianuarie 1972, Bogotá, Columbia, numele uneori scris greșit ca Katherine) este o actriță columbiană cunoscută internațional datorită rolurilor sale în numeroase telenovele. Este căsătorită cu actorul și regizorul columbian, Miguel Varoni.
Siachoque cel mai recent a apărut în serii produse de către Telemundo precum „Te voi învăța să iubești”, „Răzbunarea”, „Decizii” și „Tărâmul pasiunii”. Se pregătește pentru a interpreta în telenovela nouă titrată „Vrăjitoarele de la South Beach” iar acum interpretează rolul Inés Vallejo în „Păcate străine”.
In  anul 2008 primeste un roub numele de "hilda santana:" in telenovela "sin senos no nay paraiso"
In anul 2014 a aparut in filmul :  Reina de corazones , avind un rol important,dar negativ, jucind in film cu alti actori renumiti ca: Juan Soler,Paola Núñez, Eugenio Siller ,Laura Flores etc.
In anul 2011 a jucat in" La casa de al lado" ca un rol negativ .

## Filmografie
| An      | Titlu                     | Rol                              | Note                                                             |
| ------- | ------------------------- | -------------------------------- | ---------------------------------------------------------------- |
| 1994    | Mambo                     |                                  |                                                                  |
| 1995    | Sobrevivir                |                                  |                                                                  |
| 1996    | La sombra del deseo       |                                  |                                                                  |
| 1997    | Las Juanas                | Juana Caridad                    |                                                                  |
| 1998    | La sombra del arco iris   | Silvia Stella Graniani           |                                                                  |
| 1999    | La guerra de las Rosas    | Rosa Emilia Carrillo             |                                                                  |
| 2001    | Amantes del desierto      | Micaela Fernández                |                                                                  |
| 2002-03 | La venganza               | Grazzia Fontana                  | Antagonista principală                                           |
| 2004-05 | Te voy a enseñar a querer | Deborah Buenrostro               | Antagonista principală                                           |
| 2005—07 | Decisiones                | Alma Gabriela / Mariana Valencia | Episoadele: "Marcada para siempre" și "Todo queda en la familia" |
| 2006    | Tierra de pasiones        | Marcia Hernández                 | Antagonista principală                                           |
| 2007-08 | Pecados ajenos            | Inés Vallejo                     | Antagonista principală                                           |
| 2008-09 | Sin senos no hay paraíso  | Hilda Santana Flores             | Co-protagonistă                                                  |
| 2010    | ¿Dónde está Elisa?        | Cecilia Altamira                 | Antagonista principală                                           |
| 2011    | La casa de al lado        | Ignacia Conde                    | Co-protagonistă                                                  |
| 2014    | Reina de corazones        | Estefanía Pérez                  | Antagonista principală                                           |